# Эремия, Александра
Александра Эремия (рум. Alexandra Georgiana Eremia, род. 19 февраля 1987) — румынская гимнастка (спортивная гимнастика). Олимпийская чемпионка 2004 года в командном первенстве и бронзовая медалистка на бревне. Чемпионка мира 2003 года в командном первенстве. Чемпионка Европы 2004 года в командном первенстве и серебряная медалистка на бревне.